# Confederação Brasileira de Karatê
A Confederação Brasileira de Karatê é uma entidade que regulamenta o caratê esportivo no Brasil. Representante de 26 federações estaduais, filiada a WKF e vinculada ao Comitê Olímpico Brasileiro. A CBK, foi fundada no dia 11 de setembro de 1987, na sede da Confederação Brasileira de Pugilismo, na cidade do Rio de Janeiro. Em que pese o caratê ser uma arte marcial, a entidade tem por escopo enfocar mais os aspectos lúdico e desportivo da modalidade. É uma entidade pioneira.[carece de fontes?]

## Diretoria fundadora
- Presidente: Fauzi Abdala João
- Vice-Presidente: Hugo Nakamura
- Secretário: Alcir Magalhães
- Tesoureiro: Aldo Lubes
- Diretor Técnico: Teruo Furusho
- Diretor Médico: Camilo Moraes de Albuquerque Lins
- Diretor de Rel.Públicas: Ubirajara Silva
- Diretor Jurídico: Antônio Ferreira Pinto